# Cosimo Bolognino
Cosimo Bolognino, detto Giancarlo (Siderno, 30 gennaio 1959) è un ex arbitro di calcio ed ex osservatore arbitrale italiano.

## Carriera
Debuttò in Serie A nel 1993 in occasione della gara tra Sampdoria e Pescara. Nel 1999 venne promosso al ruolo di arbitro internazionale per decisione del designatore Sergio Gonella, vincendo il ballottaggio con Stefano Farina. Nel 2002 debuttò in UEFA Champions League allo Stadio Mestalla, con la partita tra Valencia e Basilea. L'anno successivo arbitrò, nello stesso torneo, anche le importanti sfide tra Stoccarda e Manchester United, e Partizan Belgrado-Real Madrid. Terminò la sua carriera nel 2004, per raggiunti limiti d'età, in occasione della sfida tra Roma e Perugia, collezionando in totale 139 presenze nella massima serie (tra cui un Derby della Lanterna).
Nel novembre 2006 si candida come Responsabile del Settore Tecnico dell'Associazione Italiana Arbitri appoggiando la candidatura a Presidente di Marcello Nicchi, rimasto sconfitto da Cesare Gussoni.
È stato osservatore degli arbitri UEFA sino al giugno 2015.
È stato osservatore degli arbitri della CAN A fino alla stagione 2014-2015, e poi dismesso per limiti di permanenza nel ruolo.

## Controversie
- Nel novembre 2002 sporse querela per diffamazione contro Enrico Preziosi — all'epoca presidente del Como — dopo le critiche mosse da quest'ultimo al suo arbitraggio nella partita che i lariani avevano perso con la Roma[1]: ottenuto un risarcimento economico da parte del dirigente, nel maggio 2006 ritirò la querela.[2]